# Amelia Heinle
Amelia Heinle właśc. Amelia March Heinle (ur. 17 marca 1973 r. w Casa Grande w Arizonie) – amerykańska aktorka.

## Filmografia
- 1995-1997 – The City jako Steffi Brewster
- 1997 – Autostrada strachu (Quicksilver Highway) jako Darlene
- 1998 – Wyższość uczuć (At Sachem Farm) jako Laurie
- 1998 – Pechowa ucieczka (Black Cat Run) jako Sara Jane Bronnel
- 1999 – Angol (The Limey) jako Adhara
- 1999 – Przedsionek piekła (Purgatory) jako Rose/Betty McCullough
- 1999 – Liar's Poker jako Rebecca
- 2000 – Amerykański skandal (Sally Hemings: An American Scandal) jako Harriet Hemings
- 2001 – Pająk (Earth vs. the Spider) jako Stephanie Lewis
- 2001-2004 Wszystkie moje dzieci (All My Children) jako Mia Saunders
- 2003 – Another Night jako kobieta
- 2003 – Another Night jako kobieta
- 2005 – Zaklinacz dusz (Ghost Whisperer) jako Brook Dennis
- 2005-2017 Żar młodości (The Young and the Restless) jako Victoria Newman

## Życie prywatne
Jej pierwszym mężem był Michael Weatherly, z którym ma syna Augusta Manninga (ur. w 1996). W 2007 roku wyszła za mąż za Thada Luckinbilla. Mają dwoje dzieci: syna Thaddeusa Rowe'a (ur. w 2007) i córkę Georgię March (ur. w 2009).